# Pseudosphenoptera basalis
Pseudosphenoptera basalis är en fjärilsart som beskrevs av Walker 1854. Pseudosphenoptera basalis ingår i släktet Pseudosphenoptera och familjen björnspinnare. Inga underarter finns listade.